# 나현주
나현주(1986년 12월 15일 ~ )는 대한민국의 배우이다.

## 학력
- 증평정보고등학교디지털영상과 (졸업)
- 서울예술대학 연극과 (휴학)

## 출연작

### 영화
- 2019년 《폴리스 스파이》 - 북한 공작원 나지원 역
- 2013년 《응징자》 - 주연 현주 역
- 2012년 《박수건달》 - 리포터 역
- 2009년 《유감스러운 도시》 - 최유미 역
- 2006년 《투사부일체》 - 이윤진 역
- 2005년 《가발》 - 민주 역

### 드라마 & 시트콤
- 《초인가족》 (2017년, SBS) - 맹안나 역
- 《일편단심 민들레》 (2014년, KBS2)
- 《그녀의 신화》 (2013년, JTBC) - 고은주 역
- 《울랄라 부부》 (2012년, KBS2)
- 《KBS 드라마 스페셜 연작 시리즈 - 강철본색》 (2012년, KBS2)
- 《신들의 만찬》 (2012년, MBC) - '아리랑'의 직원 역
- 《영광의 재인》 (2011년, KBS2)
- 《KBS 드라마 스페셜 - 딸기 아이스크림》 (2011년, KBS2)
- 《최고의 사랑》 (2011년, MBC) - 간호사 역
- 《신기생뎐》 (2011년, SBS) - 단사란의 친구 역

### 뮤직비디오
- 2008년 하임 - 어쩌면 우린
- 2009년 김범수 - 잊은 만큼 후회해 본다
- 2012년 손승연 - 가슴아 가슴아
- 2012년 양영준 - 내다버리고 싶은 사랑